# Crítica d'Akira Kurosawa

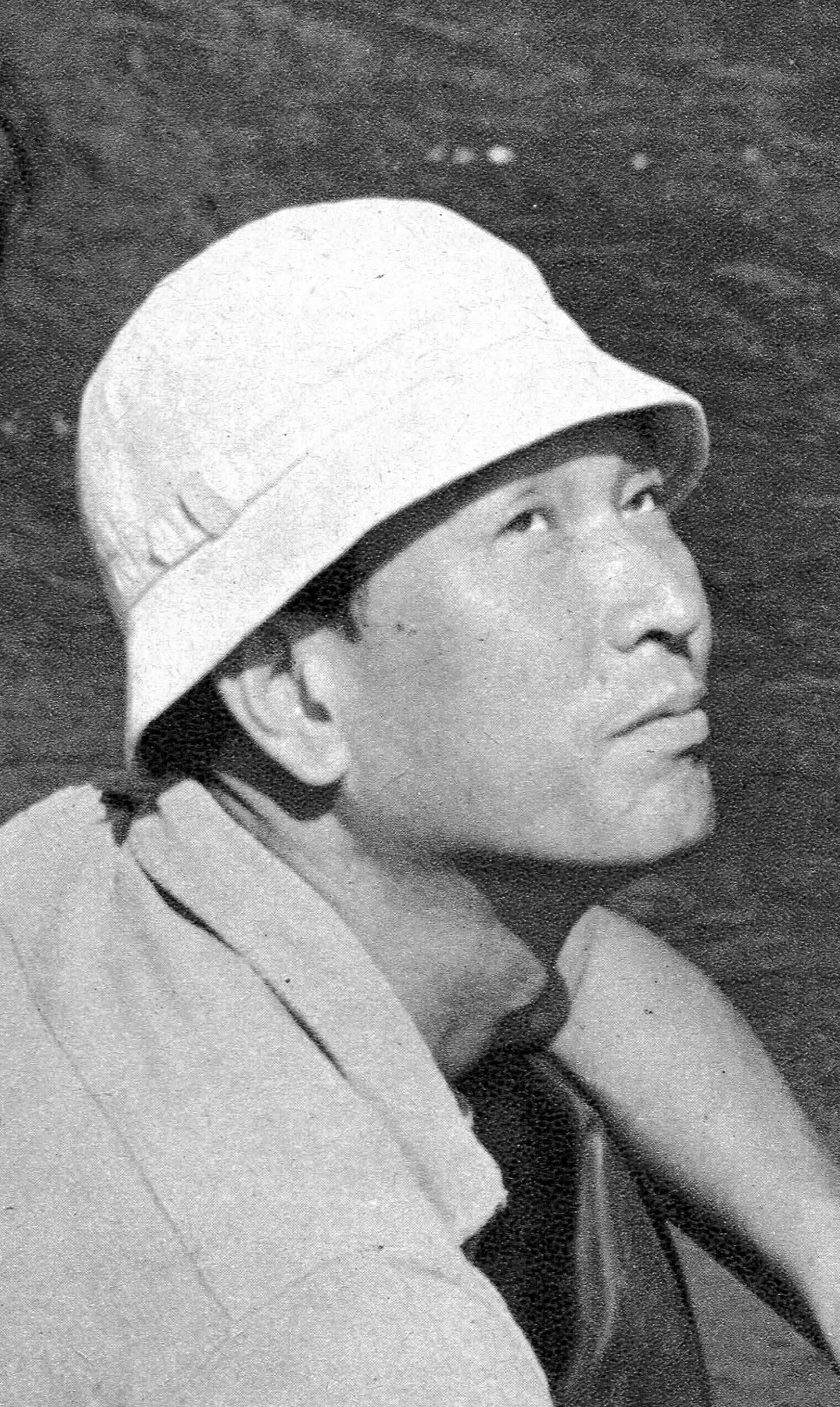
Kurosawa el 1953.

Malgrat l'extraordinari reconeixement que l'obra d'Akira Kurosawa ha rebut tant al Japó com a l'estranger, les seves pel·lícules, així com Kurosawa com un personatge, també han estat subjectes d'una opinions desfavorables.
La majoria d'aquesta valoracions negatives es poden situar en una o més d'una d'aquestes categories: a) acusacions, per comentaristes europeus, d'insuficient "japonesitat," particularment si es compara amb l'obra d'un director més antic com Kenji Mizoguchi; b) acusacions de sentimentalisme o didacticisme; c) crítiques del posicionament polític de Kurosawa en les seves pel·lícules; d) objeccions al tractament de les dones en les seves pel·lícules; e) acusacions d'elitisme; f) acusacions de complaença amb els gustos occidentals; g) crítiques a una falta de contacte amb les realitats contemporànies (després 1965); i h) descontentament amb algun tipus d'arrogància personal i de maltractament als companys.

## Mizoguchi versus Kurosawa

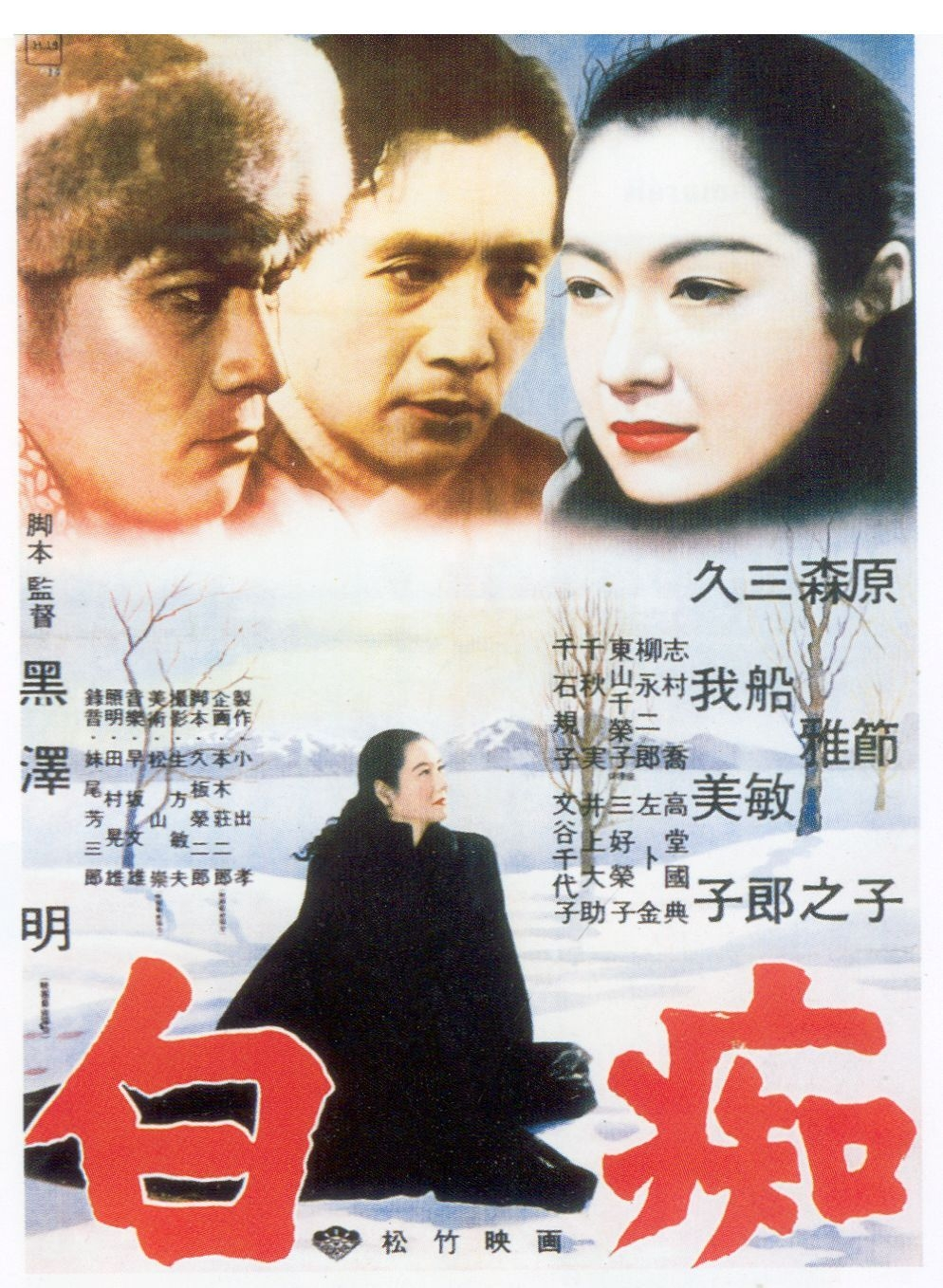
Pòster de L'idiota (Hakuchi)

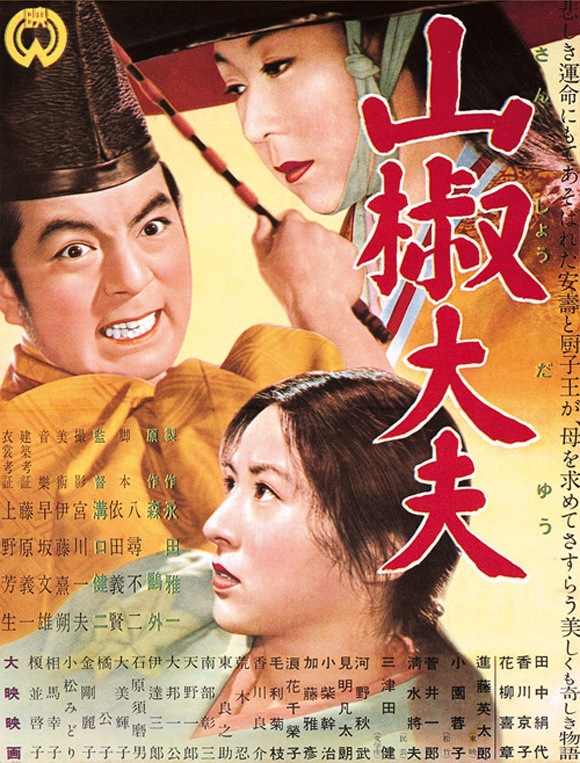
Pòster de Sansho Dayu

En la primera part de la dècada del 1950, quan les pel·lícules de Kurosawa eren vistes a Europa i Amèrica del Nord, les pel·lícules finals d'un gran director japonès d'una generació anterior, Kenji Mizoguchi, també va ser difoses internacionalment i va rebre alguns premis en festivals de cinema. Aquest èxit simultani va fer sorgir comparacions crítiques entre els dos directors. Uns quants crítics que pertanyen a la Nouvelle vague, com Jean-Luc Godard, situà l'obra de Mizoguchi per sobre la de Kurosawa:
Des que, després de la guerra, les pel·lícules japoneses van arribar a les nostres pantalles, una disputa estètica ha enfrontat admiradors de Kurosawa (Rashōmon, Els set samurais –Shichinin no Samurai–, L'idiota –Hakuchi–) amb els de Mizoguchi. Una disputa encara més intensa pel fet que els dos directors sovint han estat guardonats als festivals. El nostre agraïment a Jean-José Richer per haver tallat de manera autoritzada tot el debat: "Aquesta doble distinció atorgada en estricta igualtat a Els set samurais i Sansho Dayu, en la Mostra de Venècia el 1954 no està justificada ... No hi ha dubte que qualsevol comparació entre Mizoguchi i Kurosawa es converteix de manera irrefutable en una avantatge pel més vell. Només entre els cineastes japonesos que coneixem, va més enllà de la seductora i etapa menys important de l'exotisme fins a un nivell més profund on ja no s'ha de preocupar del fals prestigi"(Cahiers du Cinéma, 40).
 En el mateix article, Godard es refereix a Kurosawa com a "simplement un Ralph Habib més elegant", fent referència a un obscur director francès contemporani que (aparentment) es va especialitzar en pel·lícules d'aventura.
El crític-cineasta de la Nouvelle vague, Jacques Rivette, seguidor de Godard, va escriure: "Només es pot comparar allò que és comparable i el que té prou nivell. Mizoguchi, sol, imposa un sentiment d'un món i un llenguatge únics, i només respon a ell mateix ... Sembla ser l'únic director japonès completament japonès i, tanmateix, l'únic que aconsegueix una veritable universalitat, la d'un individu."
Segons aquests comentaristes francesos, dels dos artistes Mizoguchi sembla el més autènticament japonès. Però algun estudiós del cinema ha qüestionat la validesa d'aquesta dicotomia entre el Mizoguchi "japonès" i el Kurosawa "occidental": "Fins i tot André Bazins [crític de cinema francès] havia suggerit que la influència japonesa de Mizoguchi era més autèntica, mentre que Kurosawa estava clarament influenciat per Occident, com també ho era Mizoguchi [èmfasi afegit]."
Cal destacar que Kurosawa admirava profundament al vell mestre, particularment, el seu infatigable perfeccionisme. En el seu elogi al funeral de Mizoguchi, Kurosawa va dir: "La grandesa de Mizoguchi es que feia qualsevol cosa per augmentar la realitat de cada escena. Mai va tenir compromisos… De tots els directors japonesos, per ell tinc el respecte més gran ... Amb la mort de Mizoguchi, el cinema japonès ha perdut el seu veritable creador."

## Acusacions de sentimentalisme, ingenuïtat i didacticisme
Una crítica freqüent a les pel·lícules de Kurosawa és que la preocupació del director per temes ètics i morals, de vegades, el va portar a crear el que alguns consideren una obra sentimental o ingènua. Per exemple, en el drama vital de la postguerra que s'observa a Un diumenge meravellós (Subarashiki Nichiyōbi), un expert en cinema (i futur polític) Audie Bock afirmà que ni tan sols la celebritat de Kurosawa com a editor podia salvar una escena en particular de bathos, d'anticlímax: "L'última seqüència ... és una insuportable dotzena de minuts en la que el noi dirigeix una orquestra imaginària en un amfiteatre buit mentre la seva nòvia apel·la directament a la càmera perquè l'espectador s'uneixi. Els angles i les distàncies focals canvien, els detalls de les fulles que es dispersen empeses pel vent són intercalats, però res fa que l'escena vagi més ràpida."

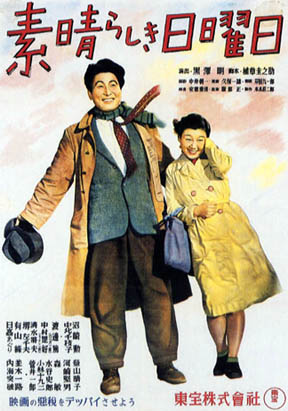
Pòster de la pel·lícula Un diumenge meravellós (Subarashiki Nichiyōbi)

Sobre l'escena de Nadal a Escàndol (Shubun), quan diversos dels personatges van a una taverna i canten en japonès, Auld Lang Syne (L'hora dels adéus), Donald Richie escriu,, "… aviat tots els putes ploren, la banda plora, els borratxos ploren, tot bramant la lletra de la cançó. L'horror de la situació (perquè és clarament la gènesi de la seqüència de la nit nocturna d' Ikiru) no s'aconsegueix. Més aviat són persones bones i senzilles, i aquest és el seu veritable moment"
Dersu Uzala és una aclamada pel·lícula soviètica sobre un caçador de nanai de principis del segle XX que viu al bosc siberià. Joan Mellen comenta que: "Kurosawa troba una ideologia ... en una creença panteística en la magnificència de la natura i en una vergonya arcaica, rousseaunesca, l'adulació de l'home natural"… Però el contrast entre la persona [Dersu], el seu entorn i el món de la industrialització, que Kurosawa només mostra en abstracte, és en gran part teòric, cosa que fa que l'obra sigui un viatge sentimental."
Alguns comentaristes afirmen que Kurosawa a vegades pot ser excessivament didàctic sobre els aspectes ètics presents en les seves pel·lícules. Donald Richie, que parla de l'heroi vertical a Barba-roja (una pel·lícula altrament molt elogiada), escriu: "Aquests preceptes (sàviament morals) són coneguts pel Dr Niide abans que comenci la pel·lícula; no li són revelats en el curs de l'acció. Com a resultat, Barba-roja conté una qualitat didàctica absent en les millors pel·lícules de Kurosawa, com Ikiru (Viure), que també tracten temes socials."
Mitsuhiro Yoshimoto, escrivint sobre Ran, afirma que "com succeeix sovint en les pel·lícules de Kurosawa, algunes de les observacions dels personatges principals ... sonen ingènues, didàctiques o exagerades. Per exemple, quan Tango renya Kyoami al final de la pel·lícula: "No blasfemeu! Els déus ploren. Ens veuen matant mútuament una vegada i una altra des que va començar el temps. No ens poden salvar de nosaltres mateixos." D'altra banda, Yoshimoto també afirma que Kurosawa podria haver creat el personatge cínic del mestre de l'espasa, Sanjurō, a Yojimbo com a reacció a aquesta percepció mateixa del moralisme ingenu en la seva obra anterior. I destaca la manera com Kurosawa ens mostra Sanjurō, que contracta els seus serveis a tots dos bàndols, individus corruptes en la seva lluita per la ciutat, i no mata a aquests grotescos personatges per cap sentit de justícia moral, com podrien haver fet els herois de pel·lícules anteriors de Kurosawa, sinó simplement per diversió.

## Controvèrsies polítiques
Durant la Segona Guerra Mundial, els treballadors dels diferents nivells de la indústria cinematogràfica japonesa estaven sota una immensa pressió perquè s'havien de crear obres que no només evitessin la més mínima crítica a la dictadura militar governant sinó que calia promoure activament el kokusaku ("política nacional"), és a dir, el militarisme i altres aspectes de la ideologia feixista. Va ser en aquest ambient molt polititzat que Kurosawa va començar la seva carrera com a director el 1943. Per tant, existeix certa controvèrsia sobre el grau en què les seves pel·lícules d'aquest període es podrien considerar propaganda feixista.
L'historiador cultural Peter B. High veu el cinema de Kurosawa com una part de les tendències propagandístiques del Japó en guerra i com a exemple de moltes d'aquestes convencions. Sobre la seva segona pel·lícula, La més bella (Ichiban utsukushiku), High la considera com "una interpretació fosca i triste de les fórmules estàndard del gènere [front domèstic]"; així escriu: "La pel·lícula anuncia el seu missatge espiritiual [patriòtic] en la primera escena. A través d'un altaveu, el gerent de la fàbrica (Takashi Shimura) està parlant al personal de la fàbrica: “Només un esperit indomable d'una profunda responsabilitat pot aconseguir resultats de producció excepcionals. No es pot millorar la producció sense una millora del caràcter personal. El muntatge combina imatges de Shimura i els treballadors alineats de manera militar. Una de les línies està formada per nois molt joves, una visió depriment." High també assenyala que, durant aquest període, Kurosawa va demostrar "un talent i un entusiasme per als escenaris de polítiques nacionals", escrivint la pel·lícula descaradament propagandística de 1942 Winged Victory (també coneguda com a A Triumph of Wings o Victory Song of Wings) del director Satsuo Yamamoto i la presentació d'altres guions que van guanyar premis en concursos de "cinema del poble" concedits per l'Oficina d'Informació en temps de guerra.
Algunes de les pel·lícules que Kurosawa va dirigir després de la guerra també s'han demostrat políticament controvertides. En el seu assaig negatiu sobre la pel·lícula majoritàriament finançada per la Unió Soviètica, Dersu Uzala, Joan Mellen és molt crític amb la seva evident aquiescència (consentiment passiu) en allò que percep com a "una evident propaganda soviètica contra la Xina". Cal tenir present que la pel·lícula es va fer durant la meitat dels anys setanta, quan les relacions entre les dues nacions comunistes eren molt tenses, especialment pel que fa a la regió del riu Ussuri, on es localitza la pel·lícula. Per exemple, quan Dersu, el seu amic Arseniev i els seus homes troben trampes que s'han col·locat al bosc per caçar animals salvatges; els animals moren de fam i moren, per ser venuts posteriorment per les seves pells. Segons Dersu, aquest acte ha estat perpetrat pel "malvat xinès". Aquests "malvatss xinesos" també roben a les dones dels homes indígenes locals i deixen morir els homes; en el curs de la pel·lícula, Arseniev troba diverses d'aquestes víctimes i les rescata d'una mort segura.
La narrativa d'una de les últimes pel·lícules de Kurosawa, Rapsòdia a l'agost (Hachigatsu no kyōshikyoku), se centra en un supervivent de l'atac atòmic contra Nagasaki al qual visita el seu nebot Clark (Richard Gere), mig japonès i mig americà; però sembla que demana disculpes com a nord-americà, per la destrucció de la ciutat durant la guerra. Alguns persones van criticar Kurosawa perquè condemma als Estats Units, però no la conducta japonesa durant la guerra. Vincent Canby, de The New York Times, va escriure: "A Cannes, moltes persones es van indignar perquè la pel·lícula no fa cap esment a les atrocitats de Pearl Harbor i del Japó a la Xina ... Si Clark pot demanar disculpes per bombardejar Nagasaki, per què Granny no pot disculpar-se per la incursió a Pearl Harbor?" En una conferència de premsa durant el Festival de cinema de Cannes, Canby va explicar que Kurosawa va negar que intentés absoldre el govern japonès de les seves responsabilitats en temps de guerra:" Nosaltres, els japonesos ", va dir [Kurosawa],"també vam ser les víctimes del militarisme japonès. El tema de la pel·lícula, va insistir, no és culpabilitat i responsabilitat, sinó dels horrors de la guerra, en particular de la bomba, que va permetre el final absolut de tot.

## Objeccions a la descripció de les dones
Diversos crítics han reaccionat negativament en relació als personatges femenins de les pel·lícules de Kurosawa. El propi Kurosawa va assenyalar una vegada: "Per descomptat, totes les meves dones [en les meves pel·lícules] són bastant estranyes, hi estic d'acord". Joan Mellen, en la seva revisió del tema, elogia només la caracterització de Yukie (Setsuko Hara), l'heroïna de No enyorem la joventut (Waga seishun ni kuinashi), remarcant que "el seu rostre expressa el potencial mateix de la dona japonesa que ha estat tan sovint, durant tots aquests segles, abandonada i latent". De la principal protagonista femenina de Rashōmon, Masago, Mellen afirma que "en cap de les versions [de la narrativa contradictòria de la pel·lícula] la dona (Machiko Kyo) es té respecte a si mateixa, dignitat o valor espiritual", i argumenta que Masago representa un aspecte d'una dicotomia de "puta-madona" per part del seu creador.
Mellen també afirma que, després de Rashōmon, Kurosawa va deixar de representar el potencial de les dones en les seves obres "com si fos repel·lit per Masago, aquell mig dimoni de la seva pròpia creació". Sosté que moltes de les heroïnes posteriors de Kurosawa entren en dues categories de dones: la destructiva i la masoquista. Parlant sobre L'idiota (Hakuchi) va escriure: "la dona sensual es mostra com la gossa castradora i la bona no té cap capacitat de donar plaer". En l'adaptació de l'obra de Maksim Gorki, Baixos fons, una heroïna és "manipuladora i maliciosa", i l'altra és "feble i incapaç de sobreviure sola". A Barba-roja (1965), "les dones de Kurosawas s'han convertit no només en irreals i incapaces d'amabilitat, sinó totalment privades d'autonomia, ja sigui física, intel·lectual o emocional ... Les dones, en el seu millor moment, només poden imitar el que descobreixen en els homes.
Mitsuhiro Yoshimoto ha assenyalat que, sovint, les pel·lícules de Kurosawa ofereixen un vincle paradoxal entre els protagonistes masculins bons i dolents, en què la distinció entre ells es torna borrosa. Fora d'aquesta "banda de vinculació masculina de la cinta de Möbius," qualsevol dona "funciona com a catalitzador del sentimentalisme neutralitzant aquesta dualitat... Sense poder produir cap valor per si mateixa". Afegeix que "la dona de les pel·lícules de Kurosawa sovint són la personificació de la passivitat que amenaça el solipsisme del subjecte dividit".
Stephen Prince, expert en Kurosawa, coincideix amb els punts de vista anteriors, encara que amb més suavitat: "Kurosawa és un món d'homes, i els seus interessos no són provocats per la sexualitat o la psicologia dels homes i les dones els uns en relació amb els altres... A diferència d'un director orientat als homes, com Sam Peckinpah, Kurosawa no és hostil a les dones, però la seva falta general d'interès per elles hauria de ser considerada com una limitació important de la seva obra.

## Elitisme
Al Japó, els crítics i altres cineastes, conscients dels antecedents samurais de Kurosawa, l'han acusat de vegades d'elitisme, per l'atenció a persones i grups d'homes heroics, excepcionals que s'observa en les seves pel·lícules. En una escena de 'Yojimbo, el samurai antiheroic Sanjurō, després d'haver renegat del seu acord per lluitar per una de les dues faccions en un poble en disputa, es retira cap a una alta torre de vigilància per veure, amb molta diversió, com lluiten. Aquesta escena va ofendre enormement al cineasta Masahiro Shinoda, que va interpretar la pujada del samurai a la torre de vigilància com un símbol de la seva actitud, que estava per sobre de les condicions socials caòtiques que apareix a la pel·lícula.
En el seu comentari sobre l'edició de DVD de Els set samurais, Joan Mellen manté que certs trets dels samurais Kambei i Kyuzo –que revelen que "privilegiava aquests samurais"–, recolzen l'argument de diversos crítics japonesos que Kurosawa era elitista. Diu:
Kurosawa no era un director massa progressista, ja que els seus camperols no podien descobrir entre els seus, els líders que podrien rescatar el poble. En canvi, justificant l'estructura de classe desigual de la seva societat i la nostra, els camperols han de confiar en l'aristocràcia, la classe alta i, en particular, en els samurais, per assegurar-ne la supervivència ... Tadao Sato, en particular, s'oposa al punt de vista de Kurosawa que només un grup de persones són genials ... El pitjor de tot, els agricultors, són massa estúpids. Kurosawa es va defensar contra aquesta acusació en l'entrevista que li vaig fer: "Vaig voler dir que, després de tot, els camperols eren els més forts, aferrats a la terra ... En canvi, els samurais eren els febles perquè estaven sent empesos pels vents del temps.

## Complaença amb Occident
Donada la popularitat de Kurosawa entre el públic occidental a partir de principis dels anys cinquanta en endavant, no ha escapat a l'acusació de servir deliberadament els gustos dels occidentals per aconseguir o mantenir aquesta popularitat. Joan Mellen, destaca la violenta reacció (en la dècada dels setanta) del director d'esquerres Nagisa Oshima contra Kurosawa i la seva obra; afirma: "Que Kurosawa hagués portat el cinema japonès a un públic occidental va comportar [per Oshima] que havia de gratificar o complaure els valors i la política occidentals".
Kurosawa sempre ha negat fermament que complagués els gustos occidentals: "Ell mai ha afalagat el públic estranger", escriu Audie Bock, "i ha condemnat els que ho fan". No obstant això, en una entrevista, va acceptar una part de la crítica; va incorporar elements estilístics "occidentals" dinàmics en les seves pel·lícules per atraure millor als joves japonesos del moment. La joventut japonesa (segons el director) preferia, sovint, els estils emocionants de les pel·lícules nord-americanes i europees i ignoraven o eren indiferents amb la seva història i cultura pròpies. "Per tal que ho entenguin he de traduir, per dir-ho així ... [Els set samurais] en les escenes de Mifune, vaig tenir el [compositor Fumio] Hayasaka posant un mambo. Si hagués utilitzat música purament japonesa, no crec que els joves s'haguessin adonat de com era aquest personatge, de quant se'ls assemblava… Oh, sóc japonès, d'acord. Sóc veritablement japonès."

## Manca de contacte amb realitats actuals
Diversos crítics sostenen que en algun moment, cap a la meitat dels anys seixanta, Kurosawa sembla que perdés el contacte (o potser l'interès) amb les realitats sociopolítiques contemporànies del Japó. Escriu Stephen Prince: ""La marea d'activisme popular [al Japó dels anys 60] és rellevant a Barba-roja i en les pel·lícules que van seguir a causa de l'absència flagrant de les seves narratives i preocupacions, a causa de la negativa inflexió d'aquestes pel·lícules a creure que la societat podia millorar-se ... En canvi, [amb els cineastes de la nova onada japonesa], mostraven la protesta democràtica al Japó modern ... Kurosawa, en la seva obra, va escollir de retirar-se al passat i als espais mítics. El ressorgiment del pessimisme en les últimes pel·lícules és certament desafiant.
Audie Bock, el 1978, afirma que la ideologia humanista que va mantenir el director durant les dècades anteriors ja no era rellevant: "Quan es va rodar Barba-roja, el 1965, l'era de postguerra amb valors com "l'humanisme", "la cultura" i "democràcia" s'havien acabat. Els que acudeixen a veure-l actualment, no ho fan perquè digui alguna cosa sobre el Japó contemporani, sinó perquè és una espècie de declaració resumida dels valors i de la virtuositat tècnica de Kurosawa ... és l'alienació de la societat contemporània des del valors humans que això explica la sensació de llunyania didàctica [de les seves pel·lícules posteriors] ... L'atmosfera de la barriada de Dodes'ka-den és difícil de trobar en els barris rics del Japó contemporani, i l'home immers dins la naturalesa verge representat per Dersu [Uzala] és difícil de trobar en qualsevol part del món.

## Arrogància personal i maltracte a col·legues
Al llarg de la seva vida, Kurosawa sovint va ser criticat pels seus compatriotes per un comportament "arrogant". "Particularment al Japó", escriu Mitsuhiro Yoshimoto, "no és estrany trobar allò que se suposa que és una revisió o crítica de les seves pel·lícules que es converteixen en comentaris personals, impressions o atacs contra Kurosawa com a director o com a persona." Va ser al Japó que es va encunyar (inicialment) el sobrenom "Kurosawa Tennō" –"L'emperador Kurosawa"–. "Igual que el tennō", va dir Yoshimoto, "es diu que Kurosawa es tanca en si mateix, en el seu propi petit món, que està completament separat de la realitat quotidiana de la majoria dels japonesos. El sobrenom de tennō s'utilitza en aquest sentit per crear una imatge de Kurosawa com a director que abusa del seu poder únicament amb la finalitat d'autoaprendre."
En el conjunt de les seves produccions, Kurosawa va adquirir una reputació com a sever i, fins i tot, per alguns, com un dictador. Està ben documentat que, durant el rodatge de Els set samurais, va ser particularment dur amb Yoshio Inaba, l'actor que feia de Gorobei, el segon cap després de Kambei, i Inaba va aparèixer posteriorment en una altra pel·lícula de el director, Tron de sang (Kumonosu-jō) en un paper menor.
Fins i tot podria ser un caràcter difícil per a professionals de cinema experimentats i molt respectats. Durant el rodatge de Yojimbo, va perdre els papers amb el director de fotografia Kazuo Miyagawa, que ha estat considerat "senzillament, el director de fotografia més important del Japó." Però quan un dels assistents de Miyagawa li va preguntar: "Per què no t'enfades quan Kurosawa et crida?" Miyagawa va respondre: "Fixeu-vos en Kurosawa. Es dedica completament a la seva feina. Cap altre director treballa tan intensament per aconseguir una presa ideal que ell havia imaginat en la seva ment. No tinc dret a dir-li res a algú com ell.